# Camp de Montreuil
Le camp de Montreuil est un camp militaire établi en 1803 à Montreuil (aujourd'hui Montreuil-sur-Mer, dans le Pas-de-Calais) pour préparer le débarquement en Angleterre. Il est principalement destiné aux régiments d'infanterie de ligne qui, avec ceux des camps de Saint-Omer et de Bruges, constituent quarante bataillons. Ils forment une part essentielle de l'Armée des côtes de l'Océan constituée en 1804 et qui deviendra la Grande Armée.
Le maréchal Ney fut commandant en chef du camp de Montreuil.

## Historique
Le camp de Montreuil regroupait les trois divisions du corps de gauche commandé par le maréchal Ney. La première division campait à Camiers, la deuxième à Étaples, et la troisième au hameau de Fromessent. Le Premier Consul avait recommandé au ministre de la Guerre de placer les camps « le plus à portée possible des points où les troupes devront s’embarquer ». Un état de la flottille impériale signé Lafond montre qu’au 15 thermidor an XIII (3 août 1805), vingt-cinq jours avant la volte-face et le départ pour l’Allemagne, le port d’Étaples comptait 375 bateaux de différentes espèces, regroupées en deux escadrilles prêtes à embarquer 27 097 hommes et 1 390 chevaux.

### Le camp d'Étaples
Le général Partouneaux reçoit pour mission de porter son quartier général à Étaples et de reconnaître le campement pour ces deux demi-brigades. 
les fusiliers des 1er et 2e bataillons du 69e de ligne rejoignent Étaples début novembre 1803 en provenance de Besançon. 
Des fouilles entreprises en 2005, 2009 et 2010 ont permis d'identifier 125 baraques de différents types représentant le quart du nombre total de baraquement.